# LittleBigPlanet Karting
LittleBigPlanet Karting – komputerowa gra wyścigowa, stanowiąca spin-offową odsłonę popularnej serii gier platformowych LittleBigPlanet autorstwa studia Media Molecule. Wydana została 6 listopada 2012 r. na konsole PlayStation 3. Gracze mają okazję pokierować poczynaniami Sackboya i jego przyjaciół w emocjonujących zmaganiach na torach kartingowych. Atutem gry jest możliwość budowania własnych torów i rywalizacji z innymi graczami.

## Fabuła
Świat Rzemiosła jest atakowany przez złą Zgraję – bandytów kradnących Bańki Nagród – budulec kreatywności. Niestety, Sackboy nie może z nimi walczyć „na piechotę", gdyż rabusie są zbyt szybcy, dlatego szmacianka używa gokarta jednego z nich. Aby uratować Świat Rzemiosła, Sackboy musi pokonać podłą Zgraję i oddać skradzione Bańki Nagród.

## Rozgrywka
Podobnie jak w pozostałych grach z serii LittleBigPlanet, gracze mają okazję poznać perypetie szmacianej kukiełki – Sackboya i jego przyjaciół. Tym razem bohaterowie uczestniczą jednak w zwariowanych rajdach, dosiadając rozmaitych, wykręconych maszyn. Poza wyścigami gra oferuje również elementy przygodowe i zręcznościowe minigierki. Rozgrywka zaprojektowana została z myślą o technicznych możliwościach kontrolera PlayStation Move. Zabawa możliwa jest jednak także przy użyciu tradycyjnych kierownic i gamepadów.

### Edytor map
LittleBigPlanet Karting zawiera rozbudowany edytor plansz, pozwalający w intuicyjnie prosty sposób tworzyć nowe tory i pojazdy, a także wprowadzać własne reguły gry. Nie zabrakło również opcji dzielenia się swoimi projektami z innymi graczami za pośrednictwem usługi PlayStation Network.

### Gra wieloosobowa
Gra pozwala na wspólną zabawę na dzielonym ekranie dla maksymalnie czterech osób, zarówno w trybie kampanii jak i na pojedynczych Torach. Przez internet, można grać nawet do ośmiu graczy.

## Pomysł
Źródłem inspiracji dla twórców gry były m.in. seria ModNation Racers oraz znany z konsol produkowanych przez koncern Nintendo cykl Mario Kart. Pomysły te zostały jednak rozbudowane o bogate opcje konstruowania własnych zwariowanych torów, a także indywidualizacji wyglądu bohaterów i pojazdów.